# Musée des Santons
Le musée des santons des Baux-de-Provence est situé place Louis Jou. 

## Collections
Le musée regroupe plusieurs types de santons : les santons de Provence sont les plus nombreux, mais le musée présente également des santons napolitains, du XVIIe siècle et XVIIIe siècle, ainsi que des santons d'églises du XIXe siècle, issus du couvent des carmélites d'Avignon. 
Il expose les œuvres de célèbres santonniers provençaux: 
- Carbonel,
- Fouque,
- Jouve,
- Peyron Campagna,
- Toussaint,
- Thérèse Neveu,
- Louise Berger,
- Simone Jouglas.

L'entrée du musée est ornée d'une toile d'Antoine Serra (1908-1995), conçue aux Baux-de-Provence, en 1947, ayant pour sujet la crèche de la messe provençale de minuit.

## Voir Aussi